# Piersno (powiat średzki)
Piersno (niem. Pirschen)  – wieś w Polsce położona w województwie dolnośląskim, w powiecie średzkim, w gminie Kostomłoty.
Według danych z 31.12.17 r. wieś liczyła 475 mieszkańców.
We wsi źródło ma rzeka Średzka Woda, lewostronny dopływ Odry.

## Nazwa
Nazwa Piersno została nadana w 1945 roku, jako spolszczenie używanej wcześniej niemieckiej nazwy Pirschen. Mimo niewielkiej liczby mieszkańców, wieś była często opisywana, zwłaszcza w czasach administracji pruskiej. Używana była także nazwa Pirschen-Stusa, która funkcjonowała także po wojnie, gdy z początku część wsi nazywano Piersno, drugą zaś Stoszów. Jednak z czasem pozostała tylko jednoczłonowa nazwa dla wszystkich zabudowań we wsi.
Historyczne nazwy:
- 1217 - Persino
- 1239 - Pyrsino
- 1274 - Pirsin
- 1336 - Pirschyn
- 1435 - Pirschen
- 1564 - Pirsen
- 1795 - Pirschen
- 1896 - Perzno
- 1937 - Pirschen (Pirschen-Stusa)[6].

## Historia

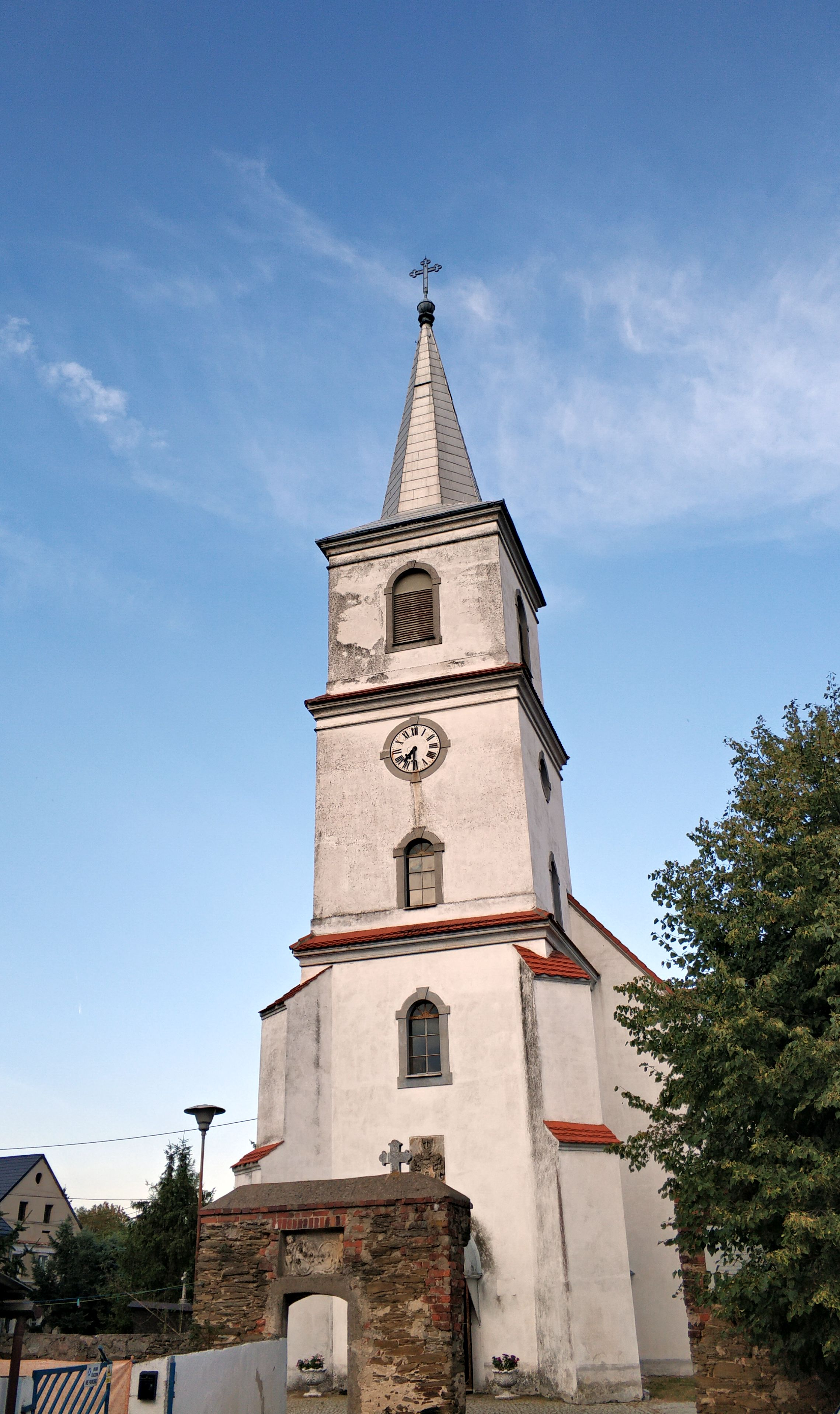
Kościół w Piersnie

Wieś wzmiankowana była po raz pierwszy w 1217 roku, jako Persino, kiedy to potwierdzono jej przynależność do parafii w Ujeździe Górnym. Wiadomo również, że w 1239 r. wieś została przekazana przez kustosza Lorenza jako prezent dla wrocławskiej katedry. 
Pierwsze wzmianki o kościele pochodzą już z XIII wieku, lecz w rejestrze został uwzględniony w 1335 roku. Kościół był wielokrotnie przebudowywany i rozbudowywany, spłonął w 1848 roku. Rok później rozpoczęła się jego odbudowa, a w roku 1895 ze środków rodziny von Kramsta (właściciele Piersna, Stoszowa i innych majątków w okolicy od 1888 roku), dokończono budowę wieży, zaś kościół został odbudowany dopiero w 1935 roku. Obok kościoła znajdowała się od XVIII wieku szkoła ewangelicka. Z końca XIX wieku, a dokładniej z 1883 roku pochodzi najstarsza obecnie mapa wsi. Po wojnie na Ziemie Odzyskane do Piersna przyjechali mieszkańcy Kresów Wschodnich. 16 czerwca 2018 roku uroczyście obchodzono 800-lecie istnienia miejscowości.

## Położenie
Wieś leży w województwie dolnośląskim pomiędzy autostradą A4 a drogą krajową 94 (między Legnicą a Wrocławiem). Oddalona jest o 10 kilometrów od Środy Śląskiej, 5 kilometrów od Kostomłotów i 33 kilometry od Wrocławia

## Podział administracyjny
W latach 1975–1998 miejscowość należała administracyjnie do województwa wrocławskiego.

## Krótki opis wsi
Piersno liczy 82 domy i blisko 500 mieszkańców. Znajduje się tu przystanek PKS, 2 sklepy, świetlica wiejska i Środowiskowy Dom Samopomocy w Środzie Śląskiej z filią w Piersnie. Na terenie wsi nie ma dużych zakładów przemysłowych. 
Na miejscowym stadionie (pojemność: 200 miejsc, w tym 50 siedzących) swoje mecze rozgrywa założony w roku 1971 klub piłkarski - Uczniowski Ludowy Klub Sportowy Dromex Piersno. Od sezonu 2003/2004 ULKS Dromex Piersno współzawodniczy w rozgrywkach B-klasy. Największym osiągnięciem zespołu jest zajęcie 3. miejsca (4-krotnie w sezonach: 2003/2004, 2005/2006, 2008/2009 i 2010/2011). W roku 2018 drużyna Dromex zdobyła 2. miejsce w plebiscycie czytelników Express średzki w kategorii Inwestycja Roku 2017 za modernizację boiska.

## Zabytki

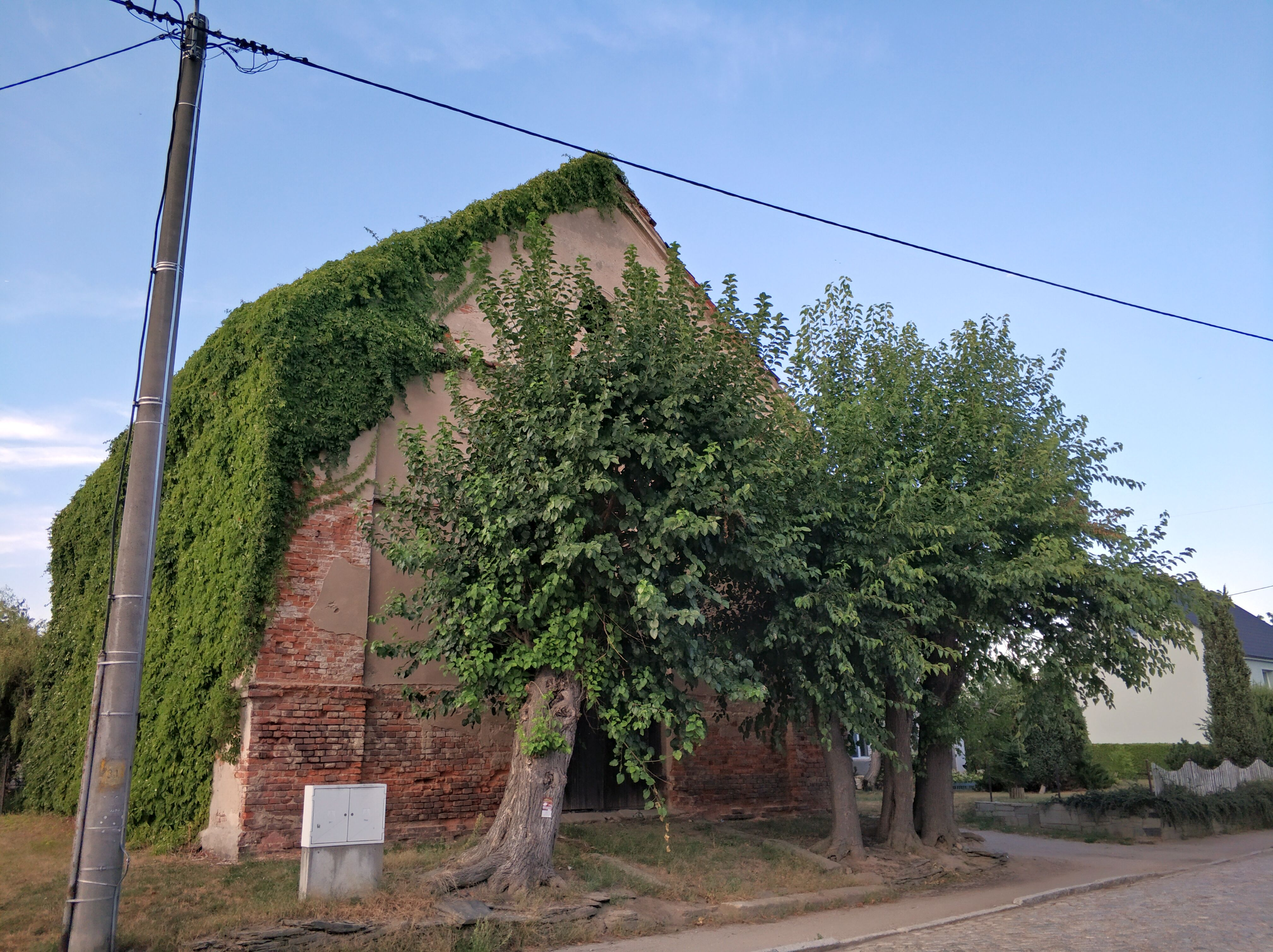
Dawny kościół ewangelicki

- kościół pw. św. Michała Archanioła, pochodzący z XV wieku, rozbudowany w pierwszej połowie XIX wieku

inne zabytki:
- kościół ewangelicki pochodzi z końca XIX wieku (obecnie obiekt magazynowy).
- cmentarz przykościelny i zespół pałacowy objęte są również ochroną konserwatora zabytków
- stary platan – dziś pomnik przyrody jest najstarszym elementem otoczenia pałacu w Piersnie.
- pałac w Piersnie